# 三重パールズ
PEARLS（パールズ）（正式名称: Mie Women's Rugby Football Club PEARLS）は、三重県四日市市を拠点にしているラグビーユニオンの社会人チーム。U18（高校生以下）を中心に構成されるPEARLSジュニアを持つ。

## 来歴
2016年3月、第76回三重とこわか国体（2021年開催）での優勝を目標に、一般社団法人PEARLSを設立。5月にPEARLSが発足した。初代監督は元啓光学園高校監督の記虎敏和が就任。
2017年、第19回女子ラグビー関西大会で優勝。第3回全国女子ラグビーフットボール選手権大会は追手門学院大学VENUSとの合同チーム「VEELS」で準優勝。太陽生命ウィメンズセブンズシリーズ2017（第4戦・富士山裾野御殿場大会）で優勝、同大会の入替戦で1位となり上位グループ「コアチーム」へ昇格。
2018年、第20回女子ラグビー関西大会で優勝。第4回全国女子ラグビーフットボール選手権大会は合同チーム「PEARLS・寝屋川」で準優勝。3月、記虎敏和監督が退任。太陽生命ウィメンズセブンズシリーズ2018では、第2戦（秋田大会）と第3戦（富士山裾野御殿場大会）で優勝、年間総合で2位となる。
2019年、合同チーム「Blue Peaglets」（PEARLS、ながとブルーエンジェルス、四国大学、兵庫県R.S.レディース）で、第21回女子ラグビー関西大会で優勝、第5回全国女子ラグビーフットボール選手権大会で準優勝。ニュージーランド、マレーシアへ初の海外遠征。太陽生命ウィメンズセブンズシリーズ2019の第2戦（東京大会）で優勝、年間総合で3位。11月に四日市市とホームタウン包括連携協定を締結した。
2020年4月、斎藤久がゼネラルマネージャーに就任。6月、四日市市十七軒町にクラブハウス開設。10月、PEARLSジュニアが第3回全国U18女子セブンズラグビーフットボール大会で5位入賞し、プレートトーナメントで優勝。
2021年、第7回全国女子ラグビーフットボール選手権大会で初優勝。太陽生命ウィメンズセブンズシリーズ2021の第2戦（静岡エコパ大会）で優勝、年間総合は3位。新型コロナウイルス感染症の影響で、第76回三重とこわか国体が中止となる。第24回女子ラグビー関西大会で優勝。
2022年、新型コロナウィルス感染症の濃厚接触者が多数確認され、第8回全国女子ラグビーフットボール選手権大会を出場辞退。太陽生命ウィメンズセブンズシリーズ2022は年間総合4位。第77回いちご一会とちぎ国体で優勝。第25回女子ラグビー関西大会で優勝、6連覇。
2023年4月、ヘッドコーチにジャンナ・ヴォーンが就任。
2024年、第10回全国女子ラグビーフットボール選手権大会で、3年ぶりの決勝進出（準優勝）。

## 練習施設
- 四日市メリノール学院ラグビー場[3]
- 四日市市中央フットボール場（四日市市中央陸上競技場）[3]
- コスモ石油ルブリカンツ 四日市トレーニングセンター[32][3]

## 主な在籍選手
- 齊藤聖奈 - 元主将（2017-2022）・7人制女子日本代表（2011-[34]）・女子日本代表（2016-[34]）、2024年にニュージーランドのクラブチームChiefs Manawa[35]に加入[36]。
- 山中美緒 - 7人制女子日本代表（2016-）
- 山本実 - 女子日本代表（2017-）、2022年12月退団[37]
- 末結希 - 女子日本代表（2017-）・7人制女子日本代表（2017-）
- 保井沙予 - 7人制女子日本代表（2018-）
- 玉井希絵 - 女子日本代表（2019-）
- 庵奥里愛 - 女子日本代表（2019-）
- 伊藤優希 - 7人制女子日本代表（2019-）・女子日本代表（2022-）
- 谷口琴美 - 女子日本代表（2019-）
- 北野和子 - 女子日本代表（2019-）
- 細川恭子 - 女子日本代表（2019-）
- マテイトンガ・ボギドゥラウマイナダヴェ - 女子日本代表（2021-）、2022年12月退団[38]
- サラ・ヒリニ - 7人制女子ニュージーランド代表[39]（2011-）・女子ニュージーランド代表（2016）
- シャキーラ・ベイカー[40] - 女子ニュージーランド代表（2014）・7人制女子ニュージーランド代表（2016）
- ロリ・クライマー - 女子オーストラリア代表[41]（2019-）
- ティマイマ・ラヴィサ - 女子フィジー代表（2021）・7人制女子フィジー代表（2022）、2023年8月退団[42]
- 西村蒼空 - 女子日本代表（2023-）
- ジャンナ・ヴォーン[43] - ヘッドコーチ（2023年4月-）・女子ニュージーランド代表（2015）・7人制女子ニュージーランド代表（2016-）
- 三谷咲月 - 主将（2022-）[44]

## 獲得タイトル

### 太陽生命ウィメンズセブンズシリーズ 優勝
- 2017年度：富士山裾野御殿場大会[7]
- 2018年度：秋田大会[13]、富士山裾野御殿場大会[14]
- 2019年度：東京大会[17]
- 2021年度：静岡エコパ大会[23]

### 国民体育大会 優勝
- 2022年：第77回いちご一会とちぎ国体[27]

### 全国女子ラグビーフットボール選手権大会 優勝
- 2021年：第7回全国女子ラグビーフットボール選手権大会[21][22]